# 武田好史
武田 好史（たけだ こうし、男性、1976年7月7日 - ）は、日本の小説家。

## 来歴・人物
兵庫県神戸市生まれ。5歳から小学校3年までを大阪府枚方市、小学校4年時から高校卒業後の浪人時代までを東京都足立区で過ごす。早稲田大学政治経済学部卒。
2006年、自費出版で小説家デビュー。
デビューした年の2006年に結婚したが、4年後の2010年に離婚。子供はいない。

## 作品リスト
- 『８月は君と』2006年
- 『カバの家』2008
- 『カンランシャと僕と君』2009
- 『木のぬくもり』2009
- 『いんこと暮らす』2009
- 『ああ、そうかもね。』講談社、2010
- 『いいじゃん、いいじゃん』2011
- 『佐藤さん家のおでん』2012
- 『黄色い消火器』2014
- 『レンガとサボテン』2015